# Aston Martin Vanquish

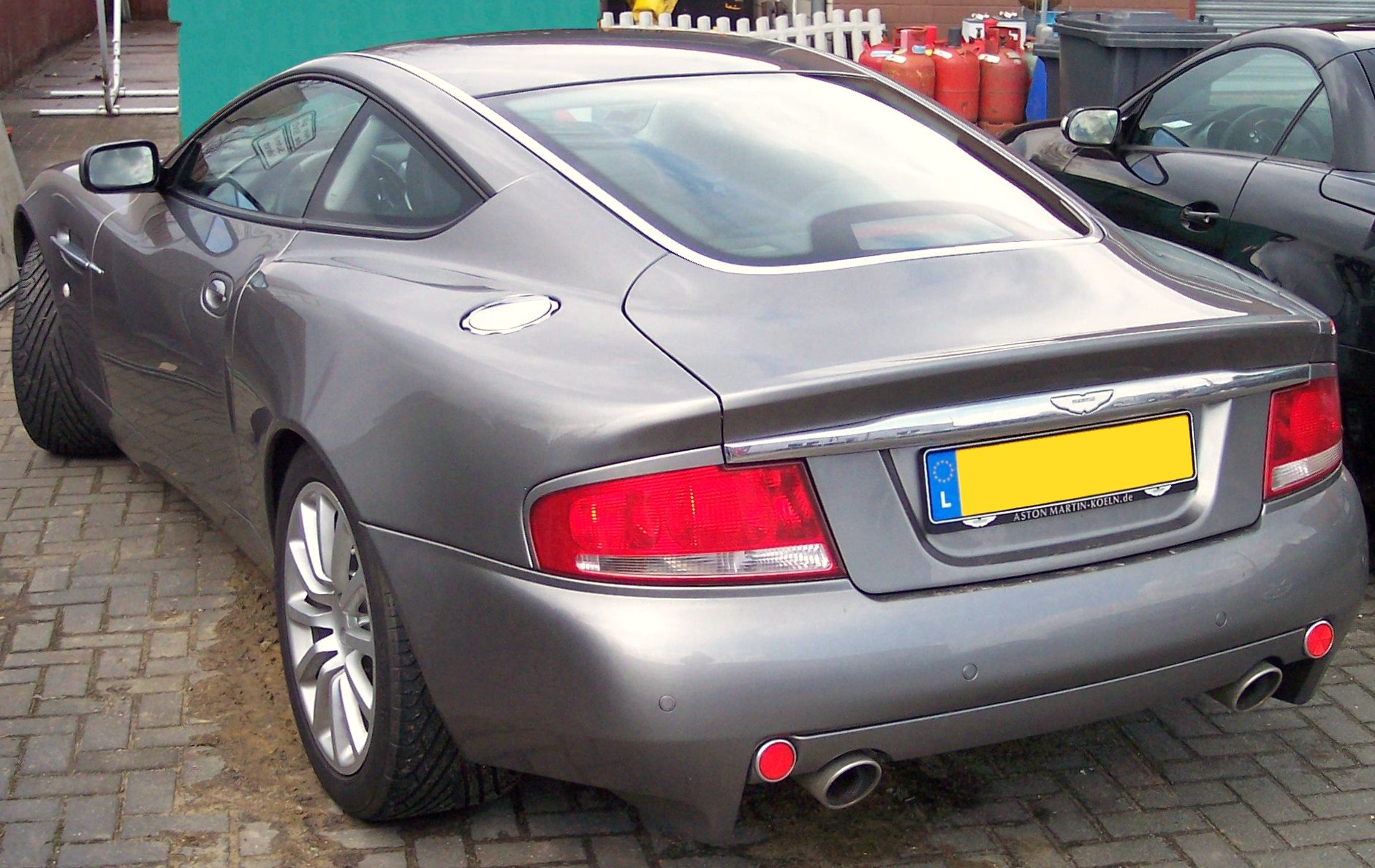
Aston Martin Vanquish hátulról

Az Aston Martin Vanquish az Aston Martin autógyár egyik modellje. A Vanquish-t a 2001-es Genovai Motor Show-n mutatták be és 2001 júniusától 2004 szeptemberéig gyártották. Későbbi modellváltozatot, a Vanquish S-t 2004 szeptemberétől 2007 júliusáig gyártották. A nagy nyilvánosság számára azután vált igazán ismertté, miután elnyerte a hivatalos James Bond autó szerepét a Halj meg máskor című Bond filmben. A Vanquish továbbfejlesztett változata az Aston Martin DBS V12.

## Konstrukciója
Az Aston Martin Vanquish-t Ian Callum tervezte, sok hasonlósággal a DB7 Vantage-hez. Ennek ellenére az autó leginkább a 'Project Vantage' néven, 1998 januárjában a North American International Auto Show-n bemutatott V12-es prototípusra hasonlít. A kocsi váza erős alumínium/carbon kompozitból készült. A motorháztető alatt egy 6.0  literes V12-es motor bújik meg 450 lóerővel.
2+0 és 2+2 üléses verzió készült belőle.
Hogy életben tartsák a Vanquish hangzatos nevét a népszerű DB9 megjelenésével, az Aston Martin kicserélte a motort egy 521 lóerősre, javított a felfüggesztésen és az autó aerodinamikáján. A Vanquish modell gyártását véglegesen 2007. július 19-én fejezték be, a gyár Newport Pagnell-i üzemének bezárásával együtt, ami több mint 49 évig működött.

## Műszaki adatai

### Motor
A Vanquish motorja egy 6.0 liter 48-szelepes 60° V12 motor, ami 456 lóerőt állít elő 540Nm nyomatékkal. A motort egy un. drive-by-wire fojtószelep szabályozza és egy 6 sebességes elektrohidraulikus manuális váltó. A Vanquish S már 521 lóerőre képes 576Nm nyomaték leadása mellett.

### Teljesítmény
| Model      | Erő                           | Nyomaték                                | 0–100 km/h    | Legnagyobb sebesség |
| ---------- | ----------------------------- | --------------------------------------- | ------------- | ------------------- |
| Vanquish   | 456 LE 6500-as fordulatszámon | 540 Newton Meter 5000-es fordulatszámon | 4,3 másodperc | 306 km/h            |
| Vanquish S | 521 LE 7000-es fordulatszámon | 576 Newton Meter                        | 4,0 másodperc | 328 km/h            |

### Fékek
Az alap Vanquish modellben 355 mm furatos és hűtött tárcsafék van 4-pot-os fékblokkal, ABS, elektromos fékezési erőeloszlatással. A Vanquish S-ben pedig nagyobb 378 mm-es féktárcsák vannak elől 6-pot-os fékblokkal, hátul pedig kisebb 330 mm-es tárcsákkal.

### Aerodinamika
A tökéletesítése részeként, a Vanquish S kapott egy kis fejlesztést. Az autó elején lévő légbeömlő, és a csomagtartófedél újratervezésével az aerodinamikai együtthatót 0.32-re javították.

## Vanquish S
A Vanquish továbbfejlesztése, az S modell 2004-ben a Paris Auto Shown-n debütált, nagyobb teljesítménnyel, újított megjelenéssel és kisebb nagyobb javításokkal. A motor méretét megnövelték 6.0 literre, ezzel a teljesítmény 456 lóerőről 521-re ugrott. A vizuális javítások és fejlesztések tartalmazzák az új kerekeket, a megváltoztatott orrformát, a magasított csomagtartó fedélt, ami alakjával már egyben spoilernek is bizonyul valamint tartalmazza a harmadik féklámpát is. ( Az eredeti Vanquish-ban a harmadik féklámpa a hátsó ablakon található.) A Vanquish S kapott egy megkülönböztető emblémát a csomagtartófedél vonalára, valamint a kocsi elején található új légbeömlővel nem csak a kinézetét tették tetszetősebbé, hanem aerodinamikai szempontból is jobb lett a kocsi.

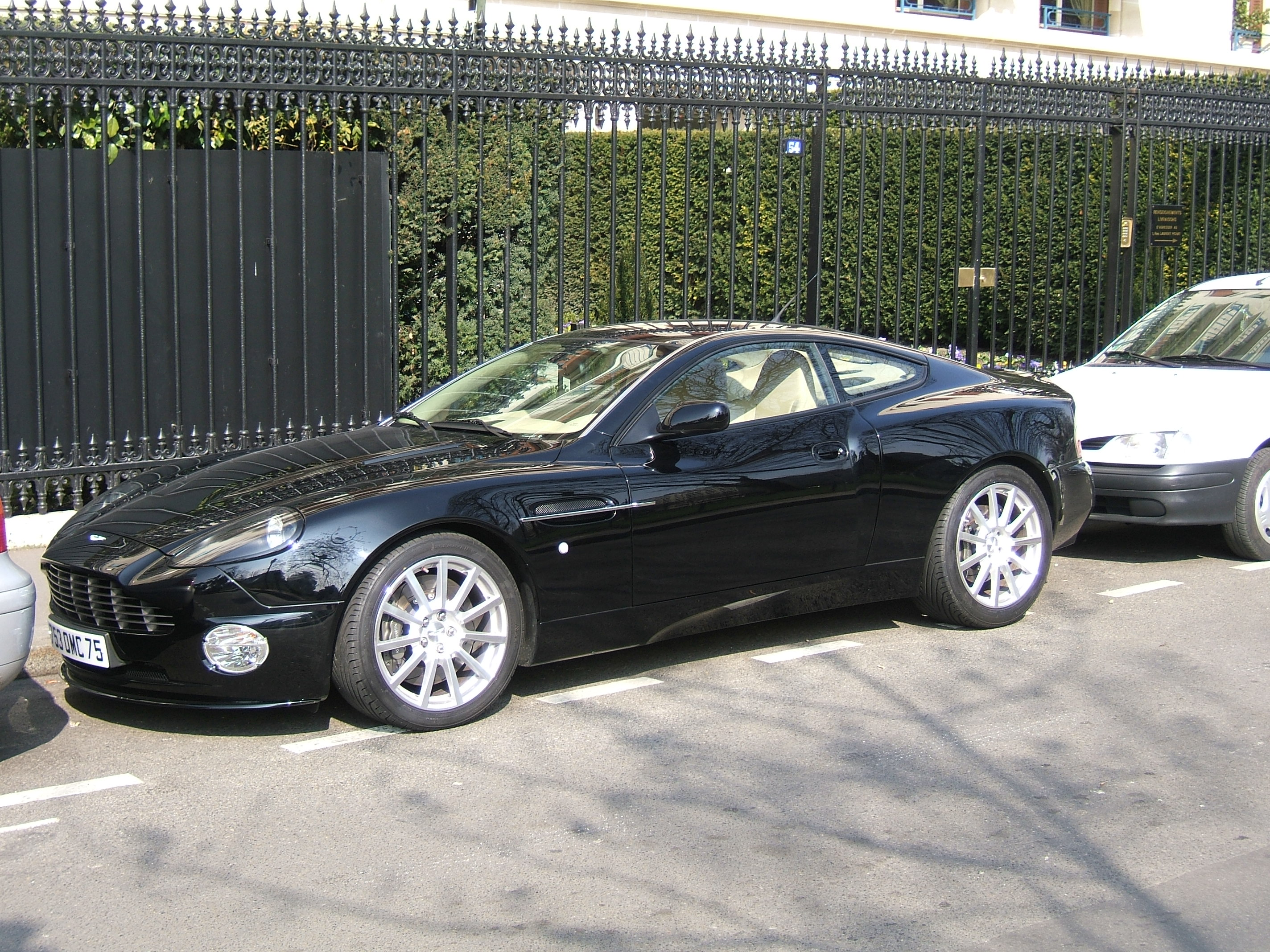
Fekete Aston Martin Vanquish S

Fontos megemlíteni, hogy a kocsit lehetett sport csomagban rendelni, ami annyit jelentett, hogy sportosabb lett a felfüggesztés, a kormánykerék és a fékezési jelleg.
A Vanquish gyártása befejezésének tiszteletére megépítették a Vanquish S Ultimate Edition-t. Az Aston Martin autógyár bejelentette, hogy az utolsó 40 autónak speciális 'Ultimate Black’ színe lesz, egyedi belsője, valamint személyre szóló emlékplakett a küszöbbe gravírozva. Talán még ennél is lényegesebb, hogy az Ultimate Editionnál volt csak egyedül a Vanquish szériánál, hogy manuális váltóval is lehetett rendelni. Az eredeti Vanquish-ben található félautomata váltót nagyon sokan kritizálták, többek között a népszerű angol Top Gear című autós műsorban. Valószínűleg a sajtóból kapott negatív visszajelzéseknek köszönhető, hogy az Aston Martin gyár az Vanquish tulajdonosoknak felajánlotta a manuális váltóra való átszerelését mindössze £13,250-ért, ami mai árfolyamon közel 5 millió forintnak felel meg.

## Tények, és feltételezések
Az Aston Martinról jártak olyan pletykák is, hogy a Vanquish-ból fog készíteni nyitható fedelű változat is, legfőképpen a Ferrari 550 Barchetta Pininfarina-al való rivalizálás miatt. Ennek ellenére sosem készült a Vanquish-ból nyitható változat. A Vanquish volt két autókoncepció alapja is, mindkettőt a International Geneva Motor Show-n mutatták be 2004-ben. Az egyik a Zagato Roadster (2 üléses nyitható tetejű) míg a másik a Bertone Jet 2.

## Megjelenés a médiában
Szerepelt a 2002-es Halj meg máskor James Bond filmben (ahol Bond vezette, akit akkor utoljára Pierce Brosnan játszott.) A legjobb autók amik filmekben szerepelnek listáján a harmadik helyet érte el közvetlenül az Olasz meló Minije és az első helyezett Aston Martin DB5-ös után, amit szintén James Bond vezetett a Goldfingerben és a Thunderballban.